# Gustoća električnoga naboja
Gustoća električnoga naboja (oznake λ, σ, ρ) je fizikalna veličina koja opisuje električni naboj ili količinu elektriciteta po duljini l: 
{\displaystyle \lambda ={\frac {Q}{l}}\,\quad }
ploštini S:
{\displaystyle \sigma ={\frac {Q}{S}}\,\quad }
ili obujmu (volumenu): 
{\displaystyle \rho ={\frac {Q}{V}}\,\quad }
Koristi se za potrebe proračuna kad se na naelektriziranom tijelu nalazi tako velik broj nepomičnih električki nabijenih čestica da nije moguće uzeti u obzir njihove pojedinačne električne naboje i položaje. Negativna je ako je električni naboj naelektriziranoga tijela negativan. 
Mjerna jedinica linearne gustoće električnoga naboja je kulon po metru (C/m), površinske gustoće električnoga naboja kulon po četvornom metru (C/m²) i volumne gustoće električnoga naboja kulon po kubnom metru (C/m³). Gustoću električki nabijenih čestica koje se gibaju opisuje gustoća električne struje.

## Objašnjenje
Izvor silnica u elektrostatskom polju su električni naboji. Kako je gustoća silnica mjera za jakost električnog polja, to između jakosti električnog polja i gustoće električnog naboja mora postojati određeni odnos.
Gustoća električnoga naboja σ po ploštini je omjer između električnog naboja Q i ploštine S na kojoj se on nalazi, to jest:
{\displaystyle \sigma ={\frac {Q}{S}}\,\quad }
Mjerenja su pokazala da je gustoća električnog naboja upravno proporcionalna s jakošću električnog polja E, gdje je ε0 konstanta razmjernosti, koja se naziva dielektričnom konstantom vakuuma ili kraće dielektričnost vakuuma, pa je:
{\displaystyle \sigma ={\frac {Q}{S}}=\varepsilon _{\text{0}}\cdot E}